# Olympische Sommerspiele 2008/Teilnehmer (Frankreich)
| Gelbes Symbol für Goldmedaillen mit stilisierten Olympischen Ringen | Graues Symbol für Silbermedaillen mit stilisierten Olympischen Ringen | Braundes Symbol für Bronzemedaillen mit stilisierten Olympischen Ringen |
| ------------------------------------------------------------------- | --------------------------------------------------------------------- | ----------------------------------------------------------------------- |
| 7                                                                   | 16                                                                    | 19                                                                      |

Frankreich nahm 2008 zum 25. Mal an Olympischen Sommerspielen teil. Fahnenträger bei der Eröffnungszeremonie war der Kanute Tony Estanguet. Am 2. Juli 2008 gab der französische Sport-Staatssekretär Bernard Laporte das Ziel von 40 Medaillen aus, um den siebten Platz im Medaillenspiegel gegenüber 2004 zu verteidigen.
Die französische Mannschaft trat in 21 Sportarten an. Insgesamt nahmen 323 Athleten teil, davon wurden vorgängig 315 nominiert und acht waren nachgerückt (drei im Rudern, drei im Fechten und zwei in Handball). Die nationale Kommission für Hochleistungssport gab die endgültige Liste am 28. Juli 2008 bekannt.
Am 18. November 2009 wurde Rashid Ramzi, dem Sieger im 1500-Meter-Lauf, aufgrund eines Dopingvergehens seine Goldmedaille aberkannt. Mehdi Baala erhielt somit nachträglich die Bronzemedaille zugesprochen.

## Medaillengewinner
| Goldmedaillen (7)               | Goldmedaillen (7) | Goldmedaillen (7) |
| Disziplin                       | Sportler |                   |
| ------------------------------- | --- | ----------------- |
| Fechten, Degen Mannschaft (M)   | Fabrice Jeannet Jérôme Jeannet Ulrich Robeiri |                   |
| Fechten, Säbel Mannschaft (M)   | Nicolas Lopez Julien Pillet Boris Sanson |                   |
| Ringen, Greco bis 66 kg (M)     | Steeve Guénot |                   |
| Schwimmen, 100 m Freistil (M)   | Alain Bernard |                   |
| Radsport, Frauen BMX            | Anne-Caroline Chausson |                   |
| Radsport, Männer, Cross Country | Julien Absalon |                   |
| Handball, Männer, Mannschaft    | Jérôme Fernandez, Didier Dinart, Cédric Burdet, Guillaume Gille, Bertrand Gille, Daniel Narcisse, Olivier Girault, Daouda Karaboué, Nikola Karabatić, Christophe Kempé, Thierry Omeyer, Joël Abati, Luc Abalo, Michaël Guigou, Cédric Paty |                   |

| Silbermedaillen (16)                 | Silbermedaillen (16)                                         | Silbermedaillen (16) |
| Disziplin                            | Sportler                                                     |                      |
| ------------------------------------ | ------------------------------------------------------------ | -------------------- |
| Fechten, Degen Einzel (M)            | Fabrice Jeannet                                              |                      |
| Fechten, Säbel Einzel (M)            | Nicolas Lopez                                                |                      |
| Gewichtheben, bis 69 kg (M)          | Vencelas Dabaya                                              |                      |
| Judo, bis 66 kg (M)                  | Benjamin Darbelet                                            |                      |
| Judo, bis 63 kg (F)                  | Lucie Décosse                                                |                      |
| Kanuslalom, Einer-Kanadier           | Fabien Lefèvre                                               |                      |
| Leichtathletik, 3000 m Hindernis (M) | Mahiedine Mekhissi-Benabbad                                  |                      |
| Radsport, Mannschaftsverfolgung (M)  | Grégory Baugé Kévin Sireau Arnaud Tournant                   |                      |
| Schwimmen, 4 × 100 m Freistil (M)    | Alain Bernard Frédérick Bousquet Fabien Gilot Amaury Leveaux |                      |
| Schwimmen, 50 m Freistil (M)         | Amaury Leveaux                                               |                      |
| Segeln, Windsurfen (M)               | Julien Bontemps                                              |                      |
| Turnen, Pferdsprung (M)              | Thomas Bouhail                                               |                      |
| Radfahren, Frauen BMX                | Laëtitia Le Corguillé                                        |                      |
| Radsport, Männer, Cross Country      | Jean-Christophe Péraud                                       |                      |
| Boxen, Leicht Weltergewicht          | Khedafi Djelkhir                                             |                      |
| Boxen, Leichtgewicht                 | Daouda Sow                                                   |                      |

| Bronzemedaillen (19)          | Bronzemedaillen (19)                                              | Bronzemedaillen (19) |
| Disziplin                     | Sportler                                                          |                      |
| ----------------------------- | ----------------------------------------------------------------- | -------------------- |
| Bogenschießen, Mannschaft (F) | Virginie Arnold Sophie Dodémont Bérengère Schuh                   |                      |
| Judo, bis 78 kg (F)           | Stéphanie Possamaï                                                |                      |
| Judo, über 100 kg (M)         | Teddy Riner                                                       |                      |
| Leichtathletik, 1500 m (M)    | Mehdi Baala                                                       |                      |
| Radsport, Bahnsprint (M)      | Mickaël Bourgain                                                  |                      |
| Ringen, Greco bis 74 kg (M)   | Christophe Guénot                                                 |                      |
| Ringen, Greco bis 120 kg (M)  | Yannick Szczepaniak                                               |                      |
| Rudern, Doppelvierer (M)      | Julien Bahain Cédric Berrest Jonathan Coeffic Pierre-Jean Peltier |                      |
| Rudern, Vierer ohne (M)       | Germain Chardin Julien Desprès Dorian Mortelette Benjamin Rondeau |                      |
| Schießen, Skeet (M)           | Anthony Terras                                                    |                      |
| Schwimmen, 50 m Freistil (M)  | Alain Bernard                                                     |                      |
| Schwimmen, 100 m Brust (M)    | Hugues Duboscq                                                    |                      |
| Schwimmen, 200 m Brust (M)    | Hugues Duboscq                                                    |                      |
| Segeln, Finn-Dinghy (M)       | Guillaume Florent                                                 |                      |
| Segeln, 470er (M)             | Olivier Bausset Nicolas Charbonnier                               |                      |
| Turnen, Einzelmehrkampf (M)   | Benoît Caranobe                                                   |                      |
| Taekwondo, Frauen 67 kg       | Gwladys Épangue                                                   |                      |
| Boxen, Leicht Weltergewicht   | Alexis Vastine                                                    |                      |
| Kanu, Frauen K-2 500 Meter    | Marie Delattre Anne-Laure Viard                                   |                      |

## Teilnehmer nach Sportarten

### Badminton
Frauen:
- Pi Hongyan (Einzel)

Männer:
- Erwin Kehlhoffner (Einzel)

### Bogenschießen
Frauen:
- Virginie Arnold (Einzel, Team) (Bronze )
- Sophie Dodémont (Einzel, Team) (Bronze )
- Bérengère Schuh (Einzel, Team) (Bronze )

Männer:
- Romain Girouille (Einzel)
- Jean-Charles Valladont (Einzel)

### Boxen
- Jaoid Chiguer (bis 69 kg)
- Khedafi Djelkhir (bis 57 kg) (Silber )
- Ali Hallab (bis 54 kg)
- John M’Bumba (bis 91 kg)
- Nordine Oubaali (bis 48 kg)
- Jean-Michael Raymond (bis 75 kg)
- Daouda Sow (bis 60 kg) (Silber )
- Jérome Thomas (bis 51 kg)
- Alexis Vastine (bis 64 kg) (Bronze )

### Fechten
Frauen:
- Laura Flessel-Colovic (Degen Einzel)
- Hajnalka Király-Picot (Degen Einzel)
- Corinne Maîtrejean (Florett Einzel)
- Solenne Mary (Ersatz Säbel)
- Léonore Perrus (Säbel Einzel und Mannschaft)
- Anne-Lise Touya (Säbel Einzel und Mannschaft)
- Carole Vergne (Säbel Einzel und Mannschaft)

Männer:
- Vincent Anstett (Ersatz Säbel)
- Brice Guyart (Florett Einzel)
- Fabrice Jeannet (Degen Einzel und Mannschaft)
- Jérôme Jeannet (Degen Einzel und Mannschaft)
- Erwann Le Péchoux (Florett Einzel)
- Nicolas Lopez (Säbel Einzel und Mannschaft)
- Jean-Michel Lucenay (Ersatz Degen)
- Julien Pillet (Säbel Einzel und Mannschaft)
- Ulrich Robeiri (Degen Einzel und Mannschaft)
- Boris Sanson (Säbel Einzel und Mannschaft)

### Gewichtheben
Frauen:
- Mélanie Noël (bis 48 kg)

Männer:
- Giovanni Bardis (bis 77 kg)
- Vencelas Dabaya (bis 69 kg)
- Benjamin Hennequin (bis 85 kg)

### Handball
| Frauen-Nationalmannschaft - Camille Ayglon - Paule Baudouin - Stéphanie Cano - Sophie Herbrecht - Nina Kanto - Alexandra Lacrabère - Amandine Leynaud - Valérie Nicolas - Allison Pineau (Ersatz) - Véronique Rolland-Pecqueux - Mariama Signaté - Raphaëlle Tervel - Maakan Tounkara - Christine Vanparys - Isabelle Wendling | Männer-Nationalmannschaft - Luc Abalo - Joël Abati - Cédric Burdet - Didier Dinart - Jérôme Fernandez - Michaël Guigou - Bertrand Gille - Guillaume Gille - Olivier Girault - Nikola Karabatić - Daouda Karaboué - Christophe Kempé - Daniel Narcisse - Thierry Omeyer - Cédric Paty (Ersatz) |

### Judo
Frauen:
- Lucie Décosse (bis 63 kg)
- Gévrise Émane (bis 70 kg)
- Barbara Harel (bis 57 kg)
- Frédérique Jossinet (bis 48 kg)
- Anne-Sophie Mondière (über 78 kg)
- Stéphanie Possamaï (bis 78 kg)
- Audrey La Rizza (bis 52 kg)

Männer:
- Benjamin Darbelet (bis 66 kg)
- Frédéric Demontfaucon (bis 100 kg)
- Dimitri Dragin (bis 60 kg)
- Yves-Matthieu Dafreville (bis 90 kg)
- Teddy Riner (über 100 kg)
- Anthony Rodriguez (bis 81 kg)

### Kanu

#### Kanurennsport
Frauen:
- Marie Delattre (Zweier-Kajak 500 m) (Bronze )
- Anne-Laure Viard (Zweier-Kajak 500 m) (Bronze )

Männer:
- Cyrille Carré (Zweier-Kajak 1000 m)
- Philippe Colin (Zweier-Kajak 1000 m)
- Mathieu Goubel (Einer-Kanadier 500 m, Einer-Kanadier 1000 m)
- Bertrand Hémonic (Zweier-Kanadier 500 m, Zweier-Kanadier 1000 m)
- Arnaud Hybois (Einer-Kajak 500 m, Einer-Kajak 1000 m)
- Sébastien Jouve (Zweier-Kajak 500 m)
- Vincent Lecrubier (Zweier-Kajak 500 m)
- William Tchamba (Zweier-Kanadier 500 m, Zweier-Kanadier 1000 m)

#### Kanuslalom
Frauen:
- Émilie Fer (Einer-Kajak)

Männer:
- Martin Braud (Zweier-Kanadier)
- Tony Estanguet (Einer-Kanadier)
- Cédric Forgit (Zweier-Kanadier)
- Fabien Lefèvre (Einer-Kajak)

### Leichtathletik
| Frauen: - Christine Arron (100 m) - Muriel Hurtis (200 m, 4 × 100 m) - Élodie Guégan (800 m) - Christelle Daunay (Marathon) - Reïna-Flor Okori (100 m Hürden) - Sophie Duarte (3000 m Hindernis) - Lina Jacques-Sébastien (4 × 100 m) - Carima Louami (4 × 100 m) - Myriam Soumaré (4 × 100 m) - Phara Anacharsis (4 × 400 m) - Solen Désert (4 × 400 m) - Thélia Sigère (4 × 400 m) - Virginie Michanol (4 × 400 m) - Mélanie Skotnik (Hochsprung) - Vanessa Boslak (Stabhochsprung) - Marion Buisson (Stabhochsprung) - Teresa Nzola Meso Ba (Dreisprung) - Mélina Robert-Michon (Diskuswurf) - Stéphanie Falzon (Hammerwurf) - Manuela Montebrun (Hammerwurf) - Amélie Perrin (Hammerwurf) - Marie Collonvillé (Siebenkampf) - Antoinette Nana Djimou Ida (Siebenkampf) | Männer: - Martial Mbandjock (100 m, 4 × 100 m) - Ronald Pognon (100 m, 4 × 100 m) - Leslie Djhone (400 m) - Mehdi Baala (1500 m) (Bronze ) - Simon Munyutu (Marathon) - Yohann Diniz (50 km Gehen) - Eddy Riva (50 km Gehen) - Ladji Doucouré (110 m Hürden) - Samuel Coco-Viloin (110 m Hürden) - Mahiedine Mekhissi (3000 m Hindernis) - Bouabdellah Tahri (3000 m Hindernis) - Vincent Zouaoui-Dandrieux (3000 m Hindernis) - Yannick Lesourd (4 × 100 m) - Manuel Reynaert (4 × 100 m) - Richard Maunier (4 × 400 m) - Ydrissa M’Barke (4 × 400 m) - Brice Panel (4 × 400 m) - Teddy Venel (4 × 400 m) - Mickael Hanany (Hochsprung) - Jérôme Clavier (Stabhochsprung) - Romain Mesnil (Stabhochsprung) - Salim Sdiri (Weitsprung) - Colomba Fofana (Dreisprung) - Yves Niaré (Kugelstoßen) - Romain Barras (Zehnkampf) |

### Moderner Fünfkampf
Frauen:
- Amélie Cazé

Männer:
- Jean-Maxence Berrou
- John Zakrewski

### Radsport

#### Bahn
Frauen:
- Clara Sanchez (Sprint)
- Pascale Jeuland (Punktefahren)

Männer:
- Grégory Baugé (Keirin, Mannschaftsverfolgung)
- Mickaël Bourgain (Sprint, Ersatz Mannschaftsverfolgung)
- Damien Gaudin (Mannschaftsverfolgung)
- Matthieu Ladagnous (Madison)
- Jérôme Neuville (Madison)
- François Pervis (Ersatz Mannschaftsverfolgung)
- Christophe Riblon (Punktefahren)
- Nicolas Rousseau (Mannschaftsverfolgung)
- Fabien Sanchez (Mannschaftsverfolgung)
- Kévin Sireau (Sprint, Teamsprint)
- Arnaud Tournant (Keirin, Teamsprint)

#### BMX
Frauen:
- Laëtitia Le Corguillé
- Anne-Caroline Chausson

Männer:
- Thomas Allier
- Damien Godet

#### Mountainbike
Frauen:
- Laurence Leboucher

Männer:
- Julien Absalon (Gold )
- Jean-Christophe Péraud (Silber )
- Cédric Ravanel

#### Straße
Frauen:
- Jeannie Longo-Ciprelli (Straßenrennen, Zeitfahren)
- Maryline Salvetat (Straßenrennen, Zeitfahren)
- Christel Ferrier Bruneau (Straßenrennen)

Männer:
- Cyril Dessel (Straßenrennen)
- Pierrick Fédrigo (Straßenrennen)
- Rémi Pauriol (Straßenrennen)
- Jérôme Pineau (Straßenrennen)
- Pierre Rolland (Straßenrennen)

### Ringen
Frauen:
- Vanessa Boubryemm (Freistil bis 48 kg)
- Lise Legrand (Freistil bis 63 kg)
- Audrey Prieto (Freistil bis 72 kg)

Männer:
- Vincent Aka-Akesse (Freistil bis 96 kg)
- Christophe Guénot (Greco bis 74 kg)
- Steeve Guénot (Greco bis 66 kg)
- Sébastien Hidalgo (Greco bis 60 kg)
- Mélonin Noumonvi (Greco bis 84 kg)
- Yannick Szczepaniak (Greco bis 120 kg; Bronze )

Bei den Olympischen Spielen war der Russe Chassan Barojew mit Turinabol gedopt, als er im Finale Mijain Lopez Nunez gegenüberstand. Die damals mit illegalen Mitteln errungene Silbermedaille wurde dem Sportler am 17. November 2016 nach einer Mitteilung des IOC aufgrund des Dopings nachträglich aberkannt. So rutschte Yannick Szczepaniak auf den Bronzeplatz vor.

### Rudern
Frauen:
- Sophie Balmary (Einer)
- Stéphanie Dechand (Zweier ohne Steuerfrau)
- Inène Pascal (Zweier ohne Steuerfrau)

Männer:
- Julien Bahain (Doppelvierer)
- Jean-David Bernard (Ersatz)
- Cédric Berrest (Doppelvierer)
- Jean-Christophe Bette (Leichtgewichts-Vierer)
- Laurent Cadot (Zweier ohne Steuermann)
- Germain Chardin (Vierer ohne Steuermann)
- Jonathan Coeffic (Doppelvierer)
- Julien Desprès (Vierer ohne Steuermann)
- Frédéric Dufour (Leichtgewichts-Doppelzweier)
- Maxime Goisset (Leichtgewichts-Doppelzweier)
- Adrien Hardy (Doppelzweier)
- Benjamin Lang (Ersatz)
- Jean-Baptiste Macquet (Doppelzweier)
- Dorian Mortelette (Vierer ohne Steuermann)
- Pierre-Jean Peltier (Doppelvierer)
- Erwan Peron (Zweier ohne Steuermann)
- Jérémy Pouge (Ersatz)
- Guillaume Raineau (Leichtgewichts-Vierer)
- Benjamin Rondeau (Vierer ohne Steuermann)
- Franck Solforosi (Leichtgewichts-Vierer)
- Fabien Tillet (Leichtgewichts-Vierer)

### Schießen
Frauen:
- Laurence Brize
- Marie-Laure Gigon
- Véronique Girardet
- Delphine Racinet
- Brigitte Roy
- Stéphanie Tirode

Männer:
- Stéphane Clamens
- Franck Dumoulin
- Josselin Henry
- Walter Lapeyre
- Valérian Sauveplane
- Anthony Terras
- Yves Tronc

### Schwimmen
Frauen:
- Joanne Andraca (400 m Lagen)
- Coralie Balmy (400 + 800 m Freistil)
- Alexianne Castel (100 + 200 m Rücken)
- Céline Couderc (50 m Freistil, 4 × 100 m Freistil, 4 × 200 m Freistil)
- Sophie de Ronchi (200 m Brust, 4 × 100 m Freistil)
- Ophélie-Cyrielle Étienne (200 m Freistil), 4 × 100 m Freistil, 4 × 200 m Freistil
- Sophie Huber (800 m Freistil)
- Laure Manaudou (100 + 200 m Rücken, 400 m Freistil, 4 × 100 m Lagen)
- Malia Metella (50 + 100 m Freistil, 4 × 100 m Freistil, 4 × 100 m Lagen)
- Aurore Mongel (100 + 200 m Schmetterling, 200 m Freistil, 4 × 200 m Freistil)
- Camille Muffat (200 + 400 m Lagen, 4 × 200 m Freistil)
- Aurélie Muller (10 km Marathon)
- Alena Popchanka (100 m Freistil, 100 m Schmetterling, 4 × 100 m Freistil, 4 × 200 m Freistil, 4 × 100 m Lagen)
- Magali Rousseau (200 m Schmetterling)
- Hanna Shcherba-Lorgeril (4 × 100 m Lagen)
- Cylia Vabre (200 m Lagen)

Männer:
- Alain Bernard (50 + 100 m Freistil, 4 × 100 m Freistil)
- Sébastien Bodet (4 × 200 m Freistil)
- Frédérick Bousquet (100 m Schmetterling, 4 × 100 m Freistil, 4 × 100 m Lagen)
- Hugues Duboscq (100 + 200 m Brust, 4 × 100 m Lagen)
- Simon Dufour (200 m Rücken)
- Fabien Gilot (100 m Freistil, 4 × 100 m Freistil)
- Pierre Henri (400 m Lagen)
- Christophe Lebon (100 + 200 m Schmetterling)
- Clément Lefert (4 × 200 m Freistil)
- Amaury Leveaux (50 + 100 m Freistil, 4 × 100 m Freistil, 4 × 200 m Freistil)
- Matthieu Madelaine (4 × 200 m Freistil)
- Grégory Mallet (4 × 100 m Freistil)
- Julien Nicolardot (200 m Brust)
- Pierre Roger (200 m Rücken)
- Nicolas Rostoucher (400 + 1500 m Freistil)
- Sébastien Rouault (400 + 1500 m Freistil)
- Benjamin Stasiulis (4 × 100 m Lagen)
- Boris Steimetz (4 × 100 m Freistil, 4 × 100 m Lagen)

### Segeln
Frauen:
- Julie Gerecht (Yngling)
- Anne Le Helley (Yngling)
- Gwendolyn Lemaitre (470er)
- Catherine Lepesant (Yngling)
- Faustine Merret (Windsurfen)
- Ingrid Petitjean (470er)
- Sarah Steyaert (Laser)

Männer:
- Olivier Bausset (470er)
- Jean-Baptiste Bernaz (Laser)
- Julien Bontemps (Windsurfen)
- Nicolas Charbonnier (470er)
- Emmanuel Dyen (49er)
- Christophe Espagnon (Tornado)
- Guillaume Florent (Finn-Dinghy)
- Xavier Revil (Tornado)
- Yann Rocherieux (49er)
- Pascal Rambeau (Star)
- Xavier Rohart (Star)

### Taekwondo
Frauen:
- Gwladys Épangue (bis 67 kg) (Bronze )

Männer:
- Mickaël Borot (bis 80 kg)

### Tennis
Frauen:
- Alizé Cornet (Einzel, Doppel)
- Tatiana Golovin (Einzel, Doppel)
- Virginie Razzano (Einzel, Doppel)
- Pauline Parmentier (Einzel, Doppel)

Männer:
- Paul-Henri Mathieu (Einzel, Doppel)
- Gilles Simon (Einzel, Doppel)
- Gaël Monfils (Einzel, Doppel)
- Michaël Llodra (Einzel, Doppel)

### Tischtennis
Frauen:
- Yi Fang Xian (Einzel)

Männer:
- Patrick Chila (Einzel)
- Damien Éloi (Einzel)
- Christophe Legoût (Einzel)

### Triathlon
Männer:
- Frédéric Belaubre (10.)
- Tony Moulai (Aufgabe)
- Laurent Vidal (36.)

Frauen:
- Jessica Harrison (12.)
- Carole Péon (34.)

### Turnen
- Rose-Eliandre Bellemare
Damen, Mannschaftsmehrkampf: 7. Platz

- Thomas Bouhail
Herren, Einzelmehrkampf: 21. Platz
Herren, Mannschaftsmehrkampf: 8. Platz
Herren, Pauschenpferd: 50. Platz in der Qualifikation
Herren, Ringe: 66. Platz in der Qualifikation
Herren, Pferdsprung: (Silber)
Herren, Barren: 56. Platz in der Qualifikation
Herren, Reck: 38. Platz in der Qualifikation

- Benoît Caranobe
Herren, Einzelmehrkampf: (Bronze )
Herren, Mannschaftsmehrkampf: 8. Platz
Herren, Pauschenpferd: 37. Platz in der Qualifikation
Herren, Ringe: 28. Platz in der Qualifikation
Herren, Pferdsprung: 5. Platz
Herren, Barren: 37. Platz in der Qualifikation
Herren, Reck: 36. Platz

- Yann Cucherat
Herren, Einzelmehrkampf: 84. Platz in der Qualifikation
Herren, Mannschaftsmehrkampf: 8. Platz
Herren, Barren: 12. Platz in der Qualifikation
Herren, Reck: 8. Platz

- Marine Debauve
Damen, Mannschaftsmehrkampf: 7. Platz

- Laetitia Dugain
Damen, Einzelmehrkampf: 23. Platz
Damen, Mannschaftsmehrkampf: 7. Platz

- Dimitri Karbanenko
Herren, Einzelmehrkampf: 28. Platz in der Qualifikation
Herren, Mannschaftsmehrkampf: 8. Platz
Herren, Pauschenpferd: 56. Platz in der Qualifikation
Herren, Ringe: 67. Platz in der Qualifikation
Herren, Barren: 24. Platz in der Qualifikation
Herren, Reck: 9. Platz in der Qualifikation

- Katheleen Lindor
Damen, Mannschaftsmehrkampf: 7. Platz

- Pauline Morel
Damen, Mannschaftsmehrkampf: 7. Platz

- Marine Petit
Damen, Einzelmehrkampf: 19. Platz
Damen, Mannschaftsmehrkampf: 7. Platz

- Danny Pinheiro Rodrigues
Herren, Einzelmehrkampf: 80. Platz in der Qualifikation
Herren, Mannschaftsmehrkampf: 8. Platz
Herren, Pauschenpferd: 61. Platz in der Qualifikation
Herren, Ringe: 5. Platz

- Hamilton Sabot
Herren, Einzelmehrkampf: 30. Platz in der Qualifikation
Herren, Mannschaftsmehrkampf: 8. Platz
Herren, Pauschenpferd: 46. Platz in der Qualifikation
Herren, Ringe: 48. Platz in der Qualifikation
Herren, Barren: 30. Platz in der Qualifikation
Herren, Reck: 59. Platz in der Qualifikation

### Wasserspringen
Frauen:
- Claire Febvay (10 m Turmspringen)
- Audrey Labeau (10 m Turmspringen)